# Arbat distrikt

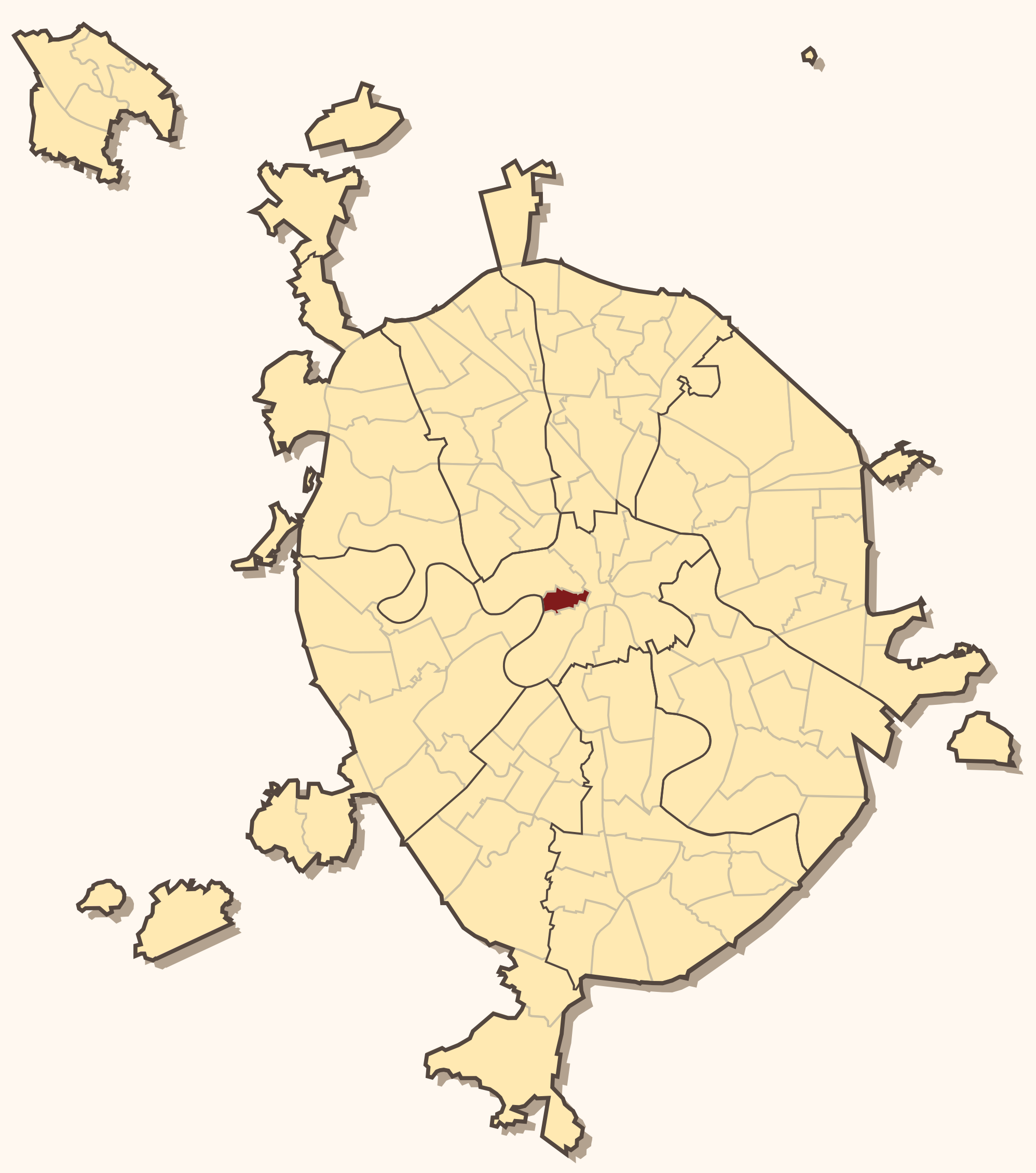
Arbats läge i Moskva.

Arbat (ryska: Арбат) är ett distrikt i centrala Moskva. Det har en yta av 2,11 km², varav 2,05 km² är bebyggd areal, och hade 31 286 invånare i början av 2015.
Distriktet sträcker sig västerut från centrala Mochovajagatan till Novoarbatskijbron över Moskvafloden. Arbat har ingen regelbunden form utan ligger approximativt mellan Znamenkagatan och Sivtsevgatan i söder och Povarskajagatan i norr. Moskvas kanske mest kända gata, gågatan Arbat, ligger här och har gett distriktetsitt namn.